# Безансонская обсерватория
Обсерватория Безансон (фр. Observatoire des sciences de l’Univers de Besançon — Обсерватория наук Вселенной Безансон) — астрономическая обсерватория, основанная в 1878 году в городе Безансон, Франш-Конте, Франция. Управляется Национальным центром научных исследований. Входит в состав Университета Франш-Конте как «Обсерватория наук Вселенной».

## Руководители обсерватории
- 1879—1881 годы — Jean François Saint Loup — первый директор
- 1881—1902 годы — Louis-Jules Gruey[1] — реальный основатель обсерватории
- 1957—1964 годы — fr:Jean Delhaye

## История обсерватории
11 марта 1878 года подписан президентский указ о создании «астрономической обсерватории, метеорологической и хронометража». Сама обсерватория была построена между 1883 и 1884 годами.

## Инструменты обсерватории
- Большой Меридианный круг (1885)
- Малый Меридианный круг «портативный» (1886)
- Альт-азимут (1890)
- Тройной астрограф секстант — рефракторы: визуальный (D = 305 мм, F = 3000 мм) и 2 фотографические трубы (D = 330 мм, F = 3500 мм), конфигурация известная как «en:Carte du Ciel» — в 1990-х годах монтировка телескопа была компьютеризирована и сейчас телескоп работает с ПЗС-камерами.
- Астролябия[2]
- Экваториал 25-см (1884)
- Большой экваториал Куде 12-дюймов (1889)
- Небольшой фотографический экваториал (1897)

## Отделы обсерватории
- Астрономия
- Хронометрология
- Метеорология

## Направления исследований
- Астрономия:

- Астрометрия комет, больших планет, астероидов

- Метеорология
- Хронометраж — проверка точности хода механических швейцарских часов (которые использовались в мореходстве для определения координат местности). Данная работа потеряла смысл в начале 1970-х годов, когда появились кварцевые часы.

## Основные достижения
- За 1899—1968 года было опубликовано 880 астрометрических измерений положений астероидов

## Интересные факты
- Основатель обсерватории Louis-Jules Gruey завещал своё состояние передать после смерти его жены обсерватории Безансон, что и было сделано в 1933 году.[3]